# Акис (лунный кратер)
Кратер Акис (лат. Akis) — маленький одиночный ударный кратер в горном массиве между Океаном Бурь и Морем Дождей на видимой стороне Луны. Название дано в честь греческого женского имени, утверждено Международным астрономическим союзом в 1976 г.

## Описание кратера

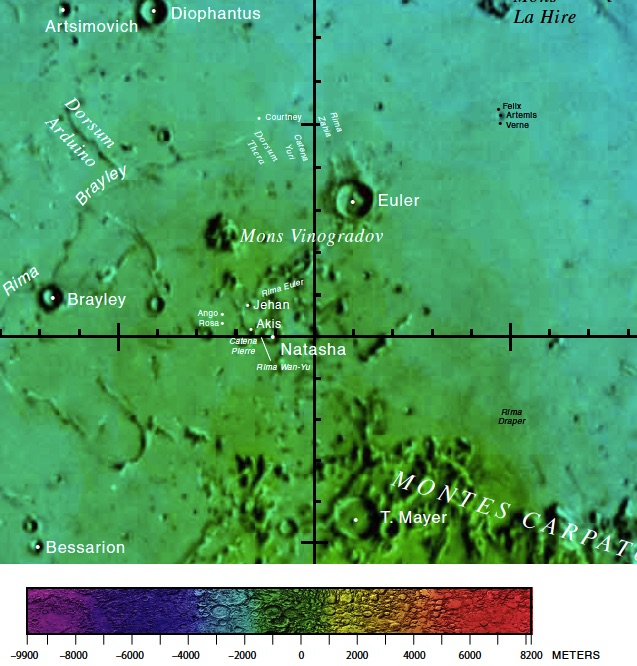
Окрестности кратера Акис. Фрагмент карты видимой стороны Луны.

Ближайшими соседями кратера являются кратеры Анго и Роза на северо-западе, кратер Джехан на севере и кратер Наташа на востоке. На севере-северо-западе от кратера находится пик Виноградова, на севере борозда Эйлера, на юго-востоке борозда Ван-Ю, на юго-западе цепочка кратеров Пири. Селенографические координаты центра кратера 20°01′ с. ш. 31°46′ з. д. / 20,01° с. ш. 31,76° з. д., диаметр 2,3 км, глубина 0,36 км.
Кратер имеет овальную форму. Высота вала над окружающей местностью составляет 70 м, объём кратера приблизительно 0,32 км³.

## Сателлитные кратеры
Отсутствуют.